# Berberis fordii
Berberis fordii är en berberisväxtart som först beskrevs av Camillo Karl Schneider, och fick sitt nu gällande namn av J. E. Laferriere. Berberis fordii ingår i släktet berberisar, och familjen berberisväxter. Inga underarter finns listade i Catalogue of Life.